# Parapsycho – Spektrum der Angst
Pour plus de détails, voir Fiche technique et Distribution.
Parapsycho – Spektrum der Angst (en français Parapsycho, le Spectre de la Peur) est un film allemand réalisé par Peter Patzak sorti en 1975.

## Synopsis
Ce film sur la parapsychologie commence par la question suivante : « Combien de personnes croient aux phénomènes surnaturels, combien affirment avoir vécu de telles expériences auparavant ? Quelles expériences ont été menées pour le savoir, quels phénomènes ont été observés ? Ces phénomènes apparemment inexplicables sont explorés dans trois épisodes qui ne sont pas liés les uns aux autres. Cependant toutes les histoires ont une chose en commun : l'aliénation ou le manque de connexion entre leurs protagonistes et l'effrayante impossibilité de l'amour. »

### Épisode 1:Réincarnation
Harry, un homme marié d'âge moyen et père d'une fille, est sur le chemin du retour. Il porte avec lui un cadeau pour sa fille, une poupée blonde, qui trône dans une boîte, au sourire mystérieux et qui apparaîtra plusieurs fois dans les scènes d'amour. En chemin, Harry croise un cortège funèbre, un cercueil aux rubans noirs et une croix annoncent un désastre imminent. Cependant, tout le monde autour de lui ne semble intéressé que par un match de football actuellement diffusé à la radio. Quand Harry essaie de téléphoner à un bureau de poste, presque personne ne lui prête attention et ses questions sur la serrure représentée dans la cabine téléphonique dérangent l'officier qui écoute l'émission de football. Harry continue de conduire quand soudain La Lettre à Élise retentit. La musique a un effet magnétisant sur lui et il emmène son véhicule sur un chemin secondaire qui mène au château médiéval. Harry inspecte le bâtiment et tombe sur un vieil homme corpulent et mystérieux avec un chapeau qui pense qu'il est intéressé pour louer le majestueux bâtiment et qu'il attendait manifestement déjà. Harry est désemparé, il ne comprend pas trop ce qui lui arrive, il se sent comme par magie attiré par les vieux murs. Un peu plus tard, une mystérieuse femme nommée Greta arrive en voiture. Elle est habillée entièrement à la mode des années 1930. Elle a un cadavre sur son siège arrière et parle à Harry comme s'il était complice d'un méfait. Le mort est son ancien amant, un riche banquier. Cependant, Harry, qui ne comprend rien, commence immédiatement à développer un lien profond avec l'étrange. Après que Greta se soit déshabillée de manière séduisante, ils passent tous les deux la nuit ensemble. Alors qu'Harry s'apprête à quitter le château pour rejoindre sa femme et son enfant, un coup de feu se fait entendre et Greta a disparu avec la voiture. Intuitivement, Harry veut d'abord se débarrasser du corps, puis il attrape la tasse de thé dans laquelle elle a bu et rentre chez lui. Il est très attendu à la maison pour qu'on fête les 35 ans d'Harry. Harry est hanté par la rencontre : le mystérieux étranger, le château, le mort. Finalement, il se rend à la police et raconte son histoire bizarre. Les empreintes digitales de la meurtrière présumée sont prélevées sur la tasse de thé. Mais alors Harry a le choc de sa vie : non que Greta ait un long casier judiciaire, mais elle morte il y a 35 ans !

### Épisode 2:Métempsycose
Un professeur de pathologie a entamé une liaison érotique avec une de ses étudiantes, Masha. Sa femme est au courant de cette affaire. Lorsqu'elle vient le chercher un jour après une conférence en présence de Debbie, sa fille de 17 ans, elle dirige la voiture à toute allure dans une avenue densément plantée et provoque un grave accident avec une intention suicidaire. La voiture se renverse, la conductrice meurt sur les lieux de l'accident, mais le pathologiste et sa fille ne sont que légèrement blessés.
Quelques semaines après le tragique accident, la vie du professeur semble reprendre son cours. À l'avenir, il souhaite s'occuper davantage de sa fille, qui a des visions constantes de sa mère depuis sa mort et qui doit être admise dans un service psychiatrique. Il annonce à sa jeune maîtresse qu'il veut mettre fin à sa relation avec elle. L'étudiante ne semble pas trop bouleversée, mais aborde alors de manière surprenante le sujet du suicide, probablement dans l'espoir de pouvoir mettre son amant sous pression. Le pathologiste, visiblement émoussé par la vue des cadavres sur sa table de dissection, répond avec une certaine indifférence : « Tout le monde a le droit de le faire à tout moment. » Après leur dernière nuit d'amour, l'étudiante Masha rentre chez elle déprimée. Debbie a développé un lien spécial avec Masha après la mort de sa mère et se confie à son père. Mascha décide de se suicider, avale une overdose de somnifères puis se coupe les poignets dans la baignoire et saigne à mort. Cette mort déroute Debbie : elle fait l'expérience directe de la mort de Masha. À chaque coupure sur le cadavre autopsié de Masha, Debbie ressent également la douleur correspondante infligée à un être vivant. Elle finit par mourir de cette torture. Son père est stupéfait par son lit de mort.

### Épisode 3:Télépathie
Une grande tragédie se produit à Vienne : une femme sort sur le balcon de sa fenêtre, regarde fixement devant elle et se jette, son corps sans vie est brisé. Alors que la police écarte le trottoir, une fête de mariage passe. On fait des blagues et félicite les mariés. Quand les jeunes mariés sont arrivés à destination, Barbara, la mariée, se rend aux toilettes pour se rafraîchir. Soudain, elle est submergée par une envie inexplicable de tout laisser derrière elle. Barbara quitte la maison avant la nuit de noces, hèle une voiture et se fait conduire à la gare la plus proche, où elle monte dans le train pour Milan. Son mari désespéré la cherche partout et contacte la police. Il raconte à son beau-père avoir rencontré un inconnu qui avait donné à Barbara son adresse à Milan. L'étranger est un peintre handicapé du nom de Mario, qui a pris rapidement le pouvoir sur Barbara. Ce n'est pas sa première victime. « Je dois tout avoir, car je ne peux rien avoir », dit le peintre, c'est la seule façon pour lui d'imposer sa volonté aux femmes, dont l'infirmité ne le fait pas paraître désirable pour la plupart des femmes. Mario a peur d'être trop proche, il n'apparaît donc pas seulement paralysé à l'extérieur, il est dans son absolu et a l'envie obsessionnelle de vouloir subjuguer le sexe féminin ; il est tout le contraire de l'époux bourgeois, il dégage une magie et a une fascination particulière pour les jeunes mariées, dont le mari incarne l'ennui bourgeois. Le pouvoir de Mario est basé sur des pouvoirs télépathiques qui affectent Barbara à une grande distance. Dès qu'elle arrive à l'appartement de Mario, il déclenche la luxure et l'extase chez Barbara rien qu'en posant sa main sur elle. Il ne lâchera jamais ce pouvoir, pas même lorsque Barbara retrouvera son mari, sa maison et son foyer. Seule la mort apportera le salut à la jeune femme.

## Fiche technique
- Titre : Parapsycho – Spektrum der Angst
- Réalisation : Peter Patzak
- Scénario : Peter Patzak, Géza von Radványi
- Musique : Manuel Rigoni, Richard Schönherz (de)
- Direction artistique : Peter von Manhardt
- Photographie : Atze Glanert (de)
- Montage : Wolfgang Schacht
- Société de production : TIT Filmproduktion GmbH
- Société de distribution : Cinerama Filmgesellschaft mbH
- Pays de production :  Allemagne de l'Ouest
- Langue : allemand
- Format : Couleur - 1,37:1 - Mono - 35 mm
- Genre : Horreur
- Durée : 105 minutes
- Dates de sortie :
  - Allemagne de l'Ouest : 2 mai 1975.
  - Italie : 1978.

## Distribution
Épisode 1
- Marisa Mell : Greta
- Peter Neusser : Harry
- Leon Askin : le vieil homme au chapeau
- Gertrud Roll (de)
- Wolfgang Gasser (de)

Épisode 2
- William Berger (doublé par Hellmut Lange (de)) : Le professeur de pathologie
- Signe Seidel : sa femme
- Debra Berger : Debbie, leur fille
- Mascha Gonska : Mascha, l'étudiante en médecine, la maîtresse du professeur

Épisode 3
- Helmut Förnbacher : le jeune marié
- Alexandra Drewes : Barbara, la jeune mariée
- Mathieu Carrière : Mario, peintre
- Heinz Marecek (de) : le meilleur ami de Mario
- Jane Tilden : la mère de Mario
- Edwige Pierre (de) : une auto-stoppeuse
- Guido Wieland
- Harry Hardt

## Production
Parapsycho – Spektrum der Angst est fini d'être réalisé le 30 septembre 1974 en Autriche et sort dans les salles allemandes le 2 mai 1975.
L'idée, qui reflète le grand intérêt de nombreux Allemands pour le sujet du surnaturel à l'époque, vient du directeur de production de longue date de Géza von Radványi, Georg M. Reuther. Peu de temps auparavant, le 17 janvier 1974, Uri Geller avait fait sensation avec son apparition dans des émissions de télévision, dans laquelle il aurait tordu des cuillères avec une pure volonté et arrêté les horloges dans le salon de nombreux téléspectateurs.
La cote d'âge élevée de 18 ans peut s'expliquer non seulement par d'innombrables scènes de nu et de sexe, mais aussi par une scène d'autopsie.
Le film est montré au Grand Rex à Paris dans le cadre du Paris International Fantastic Film Festival en 1976, le film fait sensation en raison de la scène de l'autopsie.